# Дзядковське
Дзядковське (пол. Dziadkowskie) — село в Польщі, у гміні Гушлев Лосицького повіту Мазовецького воєводства. Населення — 182 особи (2011).

## Історія
За даними етнографічної експедиції 1869—1870 років під керівництвом Павла Чубинського, у селі проживали лише греко-католики, які розмовляли українською мовою.
У 1975—1998 роках село належало до Білопідляського воєводства.

## Демографія
Демографічна структура станом на 31 березня 2011 року:
|          | Загалом | Допрацездатний вік | Працездатний вік | Постпрацездатний вік |
| -------- | ------- | ------------------ | ---------------- | -------------------- |
| Чоловіки | 98      | 24                 | 59               | 15                   |
| Жінки    | 84      | 18                 | 46               | 20                   |
| Разом    | 182     | 42                 | 105              | 35                   |